# Антонюк Євдокія Іванівна
Євдокі́я Іва́нівна Антоню́к, у шлюбі Гаврищу́к (6 квітня 1944, село Чорнокозинці, нині Кам'янець-Подільського району Хмельницької області — 12 червня 2018, Чернівці Чернівецької області) — українська поетеса, письменниця та музейниця. Заслужена працівниця культури України (2010).

## Біографія
Євдокія Антонюк народилася 6 квітня 1944 року в селі Чорнокозинці на березі Збруча. Батько Іван Антонюк був сільським ковалем. Закінчивши 1961 року із золотою медаллю середню школу в рідному селі, вступила на історико-філологічний факультет Кам'янець-Подільського педагогічного інституту (нині Кам'янець-Подільський національний університет). Після закінчення інституту два роки (1966—1968) працювала в Таджикистані. Викладала також у Миколаївській області. Далі вчителювала на Буковині — в селі Юрківці Заставнівського району та районному центрі Заставна.
Від 1974 року працювала в Чернівецькому краєзнавчому музеї. Євдокія Антонюк була багаторічною завідувачкою науково-методичного відділу, всіляко сприяла розбудові музеїв Чернівецької області.
Померла після важкої хвороби 12 червня 2018 року. Похована на своїй малій батьківщині, в с. Чорнокозинці на Хмельниччині.

## Музеєзнавство
2008 року у видавництві «Букрек» (Чернівці) побачила світ книга Євдокії Антонюк «Музеї Буковини». У книзі запрезентовано всі історичні, літературно-меморіальні, краєзнавчі, етнографічні, художні, природничі, історико-архітектурні, державні та громадські музеї Чернівців та всіх регіонів Буковини. Як зазначає авторка у передмові, «цей путівник є спробою зберегти, удосконалити та популяризувати музейну культурну спадщину Буковини у всій її різноманітності, як це передбачено в угоді ЮНЕСКО із захисту та сприяння розмаїтості культурних форм вираження, що є необхідною передумовою для миру і безпеки на місцевому, національному і міждержавному рівнях».

## Поезія
Видала збірки віршів:
- Червневі чари. — Чернівці: Буковина, 2005. — 272 с.
- Жнив астральних міти. — Чернівці: Букрек, 2008. — 152 с.
- Антонюк Є. І. З чернівецьких настроїв, або криниця живої води: поезія / Євдокія Антонюк. — Чернівці: Букрек, 2015. — 200 с. — ISBN 978-966-399-699-8.

Збірка «Червневі чари» складається з трьох розділів. У першому з них, названому поетесою «Передчуття», зібрано вірші різних років. Центральним є другий розділ — «Легенда найкоротшої ночі, або Сповідь оберегів пам'яті». Це 64-сторінкова поетична розповідь про Чорнокозинці — від найдавніших часів до сьогодення у тісному зв'язку з історією України. Як зазначає письменниця Віра Китайгородська в післямові до книги, це — «поетичне епічне полотно, написане у формі кобзарського речитативу, насичене всіма лексичними видами та стилістичними прийомами». І далі: «Все, що відбувається у великому білому світі, є дотичним, а, можливо, і має за точку опори й відліку старовинне село на Поділлі, мешканці якого наснажені неспростовною істиною — за будь-яких обставин жити і творити». Завершує книгу невеликий розділ із 22 авторських пісень.

## Проза
2011 року видала книгу прози «Вічні скарби Георгія Гараса»;
2013 року видала роман «На рубежах прикордоння, або Меридіан Чорнокозиці». Презентація відбулася 13 грудня 2013 року в Кам'янці-Подільському.
Антонюк Є. І. З води і з роси, або слово до слова — любові основа: збірка новел /Євдокія Антонюк. — Чернівці: Букрек, 2015. — 194с. -ISBN 978 966 399 700 1.
Антонюк Є. І. Екскурсант Кам'янеччини. Меридіан Чорнокозинці: проза /Євдокія Антонюк. — Чернівці: Буковина, 2015. — 224 с. — ISBN 978 966 7840 14 3.